# Brian McNamara
Pour les articles homonymes, voir McNamara.
Brian McNamara est un acteur américain né le 21 novembre 1960 à Long Island, New York (États-Unis).
Il a joué dans des séries comme Newport Beach et American Wives.

## Filmographie

### Cinéma
- 1984 : Le Kid de la plage (The Flamingo Kid) de Garry Marshall : Steve Dawkins
- 1986 : Short Circuit : Frank
- 1987 : In the Mood : George
- 1988 : Le Golf en folie 2 (Caddyshack II) : Todd Young
- 1989 : Tennessee Nights : Hewitt
- 1990 : Arachnophobie (Arachnophobia) : Chris Collins
- 1991 : Un étrange rendez-vous (Mystery Date) : Craig McHugh
- 1992 : When the Party's Over : Taylor
- 1996 : Punctul zero : Peter
- 2000 : The Mystery of Spoon River : Jesse Hanson
- 2002 : You Got Nothin' : Willy
- 2004 : The Gunman : Roland
- 2004 : Paparazzi : Bo's Agent
- 2006 : The Tillamook Treasure : Robert Kimbell

### Télévision

#### Séries télévisées
1992 Arabesque : Randall Sloan  episode 2 - saison 9
- 1996 : Savannah : Terrence Goodson
- 1989 : The Nutt House : Charles Nutt III
- 1998 : Four Corners (en) : Dan
- 1998 : Space Hospital (Mercy Point) : Dr Caleb 'C.J.' Jurado
- 2000 : Manhattan, AZ (Manhattan, AZ) : Daniel Henderson
- 2002 : Body and Soul : Dr Jerry Donovan
- 2003 : Newport Beach : Carson Ward
- 2006 : Monk (saison 5, épisode 6) : Kyle Brooks
- 2007 : Esprits criminels (saison 3, épisode 12) : Bruce Owen
- 2007-2013 : American Wives : Michael Holden
- 2009 : Ghost Whisperer :  Douglas Marks (saison 4, épisode 14)
- 2010 : Hawaii 5-0 (saison 7, épisode 22) : Le chef d'équipe de construction
- 2011 : Les Experts : Miami (saison 10, épisode 2) : Steven Cambridge
- 2012 : Bones (saison 8 épisode 4) : Eric Neilbling
- 2013 : Grimm : Abel Mahario
- 2015 : Castle : Mike Sampson
- 2015 : Les Experts : Cyber : Marcus Bilings
- 2016 : NCIS : New Orleans (saison 2, épisode 13) : Randy Wilson, agent spécial de l'ICE
- 2017 : Scorpion (saison 3, épisode 18) : Père de Ada

#### Téléfilms
- 1987 : On Fire : Ritchie
- 1987 : Betty Ford, femme de président (The Betty Ford Story) : Steve Ford
- 1987 : Détective de mère en fille (Sadie and Son)
- 1987 : Billionaire Boys Club (en) : Dean Karny
- 1988 : Les Voyageurs de l'infini (Earth Star Voyager) : Capt. Jonathan Hays
- 1988 : Police Story: Monster Manor : Officer Raymond Lebrix
- 1990 : Le Linceuil de glace (Storm and Sorrow) : John Marts
- 1992 : Honor Thy Mother
- 1992 : Perry Mason: The Case of the Heartbroken Bride : Sam Wald
- 1993 : Ouragan sur Miami (Triumph Over Disaster: The Hurricane Andrew Story) : Cal Kessler
- 1994 : Without Warning (en) : Mike Curtis
- 1996 : A Case for Life : Stan Porter
- 1996 : Un flic dans la mafia (Wiseguy) : Jason
- 1997 : Cœur de séductrice (Seduction in a Small Town) : Paul Jenks
- 1997 : Manipulations (Out of Nowhere) : Rob Harper
- 1999 : Silence coupable (Where the Truth Lies) : Billy Morgan
- 2000 : Les Fantômes de Noël (A Diva's Christmas Carol) : Bob Cratchett
- 2001 : Code rouge (Code Red) : Lt. James Doyle
- 2004 : Sur la piste de mon mari (Caught in the Act) : Dan Robertson
- 2015 : Kidnappée par mon oncle : Brett Anderson
- 2018 : La reine du remariage : Bill Anderson
- 2019 : Un Noël pour te retrouver (Christmas in Louisiana) d'Emily Moss Wilson : Mark

### Jeu vidéo
- 1995 : Silent Steel : le capitaine